# Thomas von Kempen

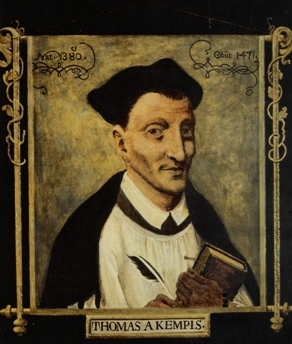
Thomas von Kempen, zeitgenössisches Gemälde (1460)

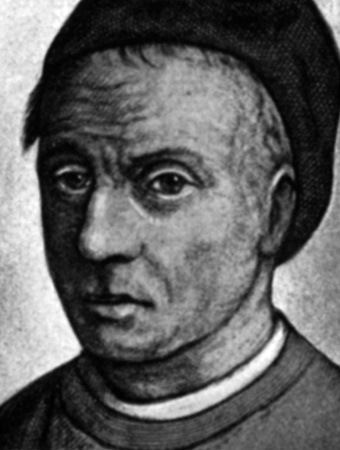
Thomas von Kempen, zeitgenössische Darstellung

Thomas von Kempen, lat. Thomas a Kempis (* um 1380 in Kempen als Thomas Hemerken; † 25. Juli 1471 im Kloster Agnetenberg („Bergkloster“) bei Zwolle), war ein Augustiner-Chorherr der Kongregation von Windesheim, Mystiker und geistlicher Schriftsteller des 15. Jahrhunderts.

## Leben und Werk
Thomas Hemerken („Hämmerchen“, latinisiert Malleolus) war der jüngere von zwei Söhnen des Johann Hermerken und seiner Ehefrau Gertrud geb. Keuht (oder Kuyt), wobei sein Bruder etwa 15 Jahre älter war. Die Familie war nicht unvermögend; es wird anhand des Familiennamens vermutet, dass Johann Hemerken Schmied, vielleicht Feinschmied war.
Nach dem Besuch der Lateinschule in Kempen folgte Thomas seinem älteren Bruder Johannes und siedelte als Dreizehnjähriger 1393 nach Deventer über. Hier verbrachte er sieben Jahre auf der Stadtschule mit Studien unter Meister Johann Boom. Die ersten Jahre wohnte er im Hause einer edlen Wohltäterin, anschließend zog er ins Haus des Florentius Radewijns, der selbst zunächst einer der ersten Brüder vom gemeinsamen Leben war und dann auch die daraus hervorgegangene Chorherrenkongregation von Windesheim mitbegründete.
1399 wechselte Thomas in das Kloster Agnetenberg in der Nähe von Zwolle, wo gerade sein Bruder Prior geworden war, und lebte dort 72 Jahre lang, bis zu seinem Tode. Erst 1406 wurde er eingekleidet, 1413 wurde er zum Priester geweiht, 1425 und 1447 war er Subprior des Klosters.
Lange Zeit war er als Novizenmeister tätig, widmete sich also der Bildung der Novizen. Aus dieser Tätigkeit gingen von ihm mehrere Schriften hervor, die zu einem gottgemäßen spirituellen Leben verhelfen sollten. Die berühmtgewordene vierteilige Schrift Nachfolge Christi (De imitatione Christi) ist davon sehr beeinflusst. Seine Autorenschaft war zwar lange angefochten, konnte jedoch durch mehrere Werke bewiesen werden. Dieses Buch stellte lange Zeit das nach der Bibel meistverbreitete Buch dar und ist unter der christlichen Literatur immer noch das meistgedruckte Werk.
Sonstige zumindest zeitweise wichtige Werke stellen die Lebensbeschreibung Gerard Grootes und eine Chronik des Klosters Agnetenberg dar. Daneben verfasste er zahlreiche asketische, historiographische und biographische Werke. Außerdem verfasste er Dichtungen und Hymnen, einige davon waren auf Latein verfasst und sollten den Novizen zum Lernen der Sprache dienen. Seine Werke wurden erstmals im 15. Jahrhundert als „Opera omnia“ (Gesamtausgabe) gedruckt, die erste vollständige Ausgabe ist die des Jesuiten Sommalius, die ab 1600 erschien, dann 1615 in der 3. Auflage vollständig. Eine kritische Gesamtausgabe wurde von M. J. Pohl in 7 Bänden von 1902 bis 1922 herausgegeben.
Im Kloster Windesheim waren viele Mönche damit beschäftigt, Bücher zu schreiben, so auch Thomas. Im Jahr 1414 oder 1417 schrieb er ein Messbuch für das eigene Stift. Fünfmal schrieb er die Bibel ab; eines dieser Werke, eine fünfbändige Ausgabe, befindet sich in der Universitäts- und Landesbibliothek Darmstadt. Sie ist vom Meister des Otto van Moedrecht mit hochwertigen Malereien versehen. Auch von seinen eigenen Werken sind noch persönlich geschriebene Exemplare erhalten; sie werden in der Königlichen Bibliothek in Brüssel und der Universitätsbibliothek in Löwen aufbewahrt.
Thomas blieb sein ganzes Leben in St. Agnetenberg. Nachweisbar ist neben einigen kurzen Abwesenheiten nur eine längere: 1429 zog er wegen des Schismas von Utrecht zusammen mit dem ganzen Konvent in das Kloster Lunenkerk bei Harlingen (Friesland) um; von dort aus ging er 1431 bis 1432 zu seinem schwer erkrankten Bruder nach Arnheim. Nach dessen Tod kehrte er wieder nach St. Agnetenberg zurück. Gestorben ist Thomas am 25. Juli 1471 in St. Agnetenberg.
1672 ließ Kurfürst Maximilian Heinrich von Köln Thomas’ Gebeine suchen und heben; seitdem ruhen sie in einem eigens dafür gebauten Schrein, der seit 1897 in der St. Michaelskirche in Zwolle aufbewahrt wurde. Nach deren Schließung wurde der Schrein am 4. Juni 2006 in n einer feierlichen Prozession in die neu erbaute Basilika Unserer Lieben Frau, ebenfalls in Zwolle, überführt.
Das Kloster Agnetenberg wurde in den Religionskriegen des 16. Jahrhunderts restlos zerstört und abgetragen.

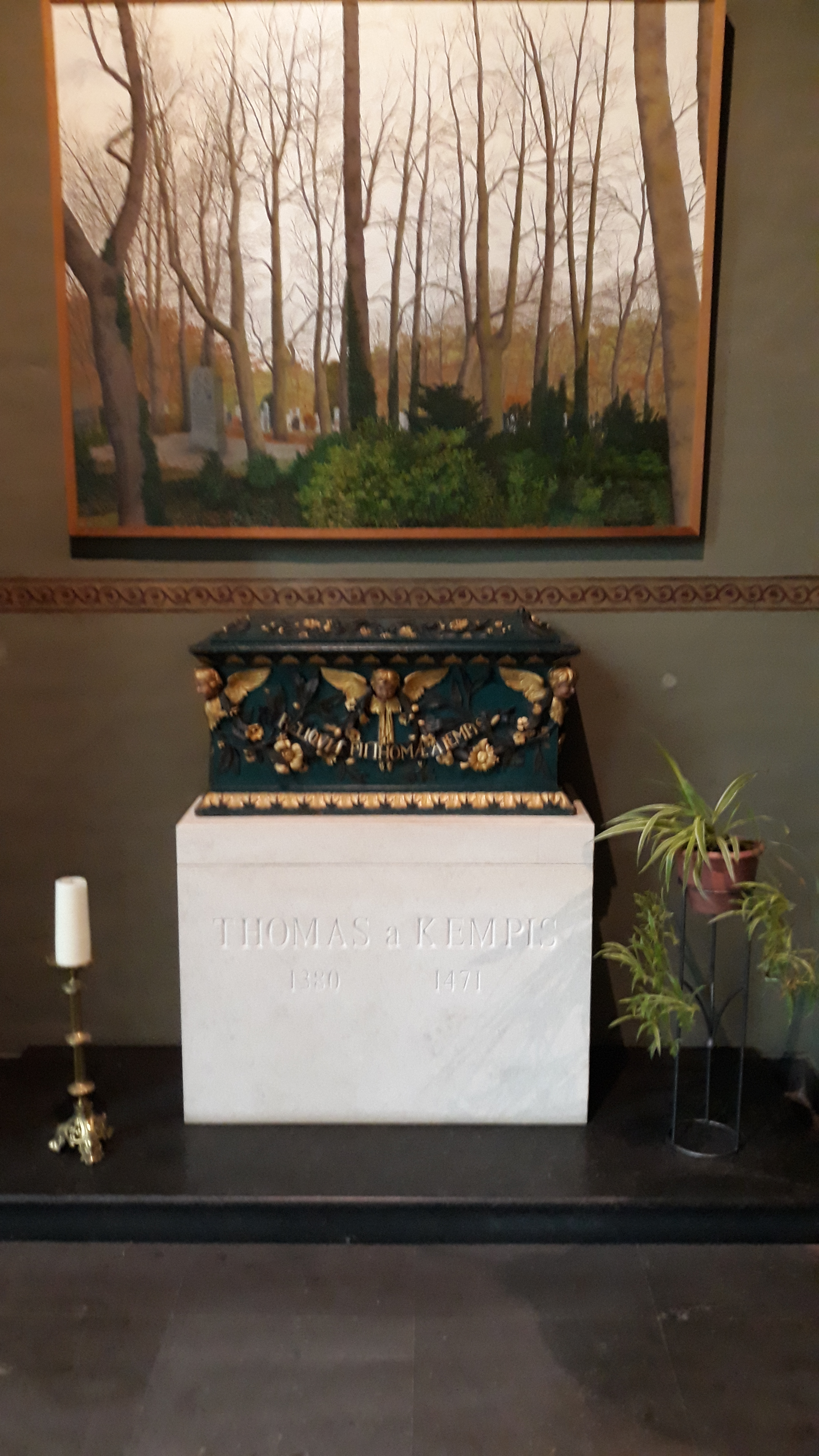
Schrein in der Liebfrauenbasilika Zwolle

## Nachwirkung
Thomas von Kempen beeinflusste seine christliche Nachwelt bis heute nachhaltig. Er wird sowohl von Katholiken als auch von reformatorischen Gläubigen geschätzt und verehrt.
Der Evangelische Namenkalender der Evangelischen Kirche in Deutschland erinnert am 25. Juli an Thomas von Kempen.
Die römisch-katholische Kirche leitete mehrmals ein Seligsprechungsverfahren für Thomas von Kempen ein, keines davon wurde abgeschlossen. Dennoch gilt Thomas als Schutzpatron von Kempen und der 25. Juli auch für die römisch-katholische Kirche als sein Gedenktag.
Auch im nichtkirchlichen Rahmen wird Thomas’ Erbe heute sowohl in seiner Geburtsstadt Kempen als auch an seinem Wirkungs- und Sterbeort Zwolle intensiv gepflegt. Durch testamentarische Verfügung der Kempener Eheleute Heinrich und Christine Kircher wurde 1966 die Thomas-Stiftung Kiefer ins Leben gerufen. Ihr Zweck ist unter anderem die Erinnerungspflege, aber auch die Forschung zu Thomas` Leben. In Zwolle gibt es eine vergleichbare Stiftung.
1987 wurde die Thomas-Stiftung Kiefer Teil des Thomas-Archivs, einer neugegründeten Gesellschaft bürgerlichen Rechts, dessen weitere Träger die Propsteipfarre St. Mariae Geburt und die Stadt Kempen sind. Das Archiv befindet sich im zu einem Kulturforum umgewidmeten ehemaligen Franziskanerkloster in Kempen. Das Thomas-Archiv versteht sich als Dokumentations- und Forschungsstätte zu Thomas’ Leben, Werk und Wirkung.
Am 31. Januar 1993 gründete sich in Kempen der Thomas-Verein, der sich dem Erbe Thomas’ verpflichtet fühlt und das Ziel hat, Thomas und sein Werk wieder deutlicher ins Bewusstsein der Bevölkerung zu rücken. Jährlich um den 25. Juli veranstaltet er in Kempen den Thomas-Tag.
Ein historischer Thomas-Verlag ging aus einer gleichnamigen Buchhandlung und Druckerei seit 1909 hervor, der Verlag firmierte von 1913 bis 1985. Er verlegte bisweilen auch nicht-religiöse Literatur, z. B. Übersetzungen von Alphonse Daudet und William Makepeace Thackeray durch Eugen Kurt Fischer.
Das Gymnasium Thomaeum in Kempen ist nach Thomas benannt.

## Galerie

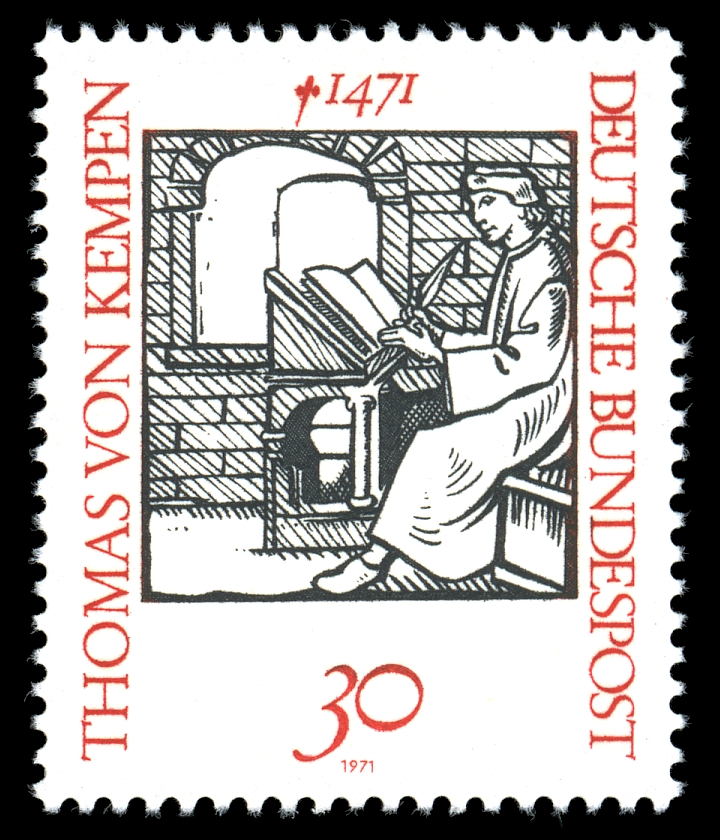
Briefmarke 1971
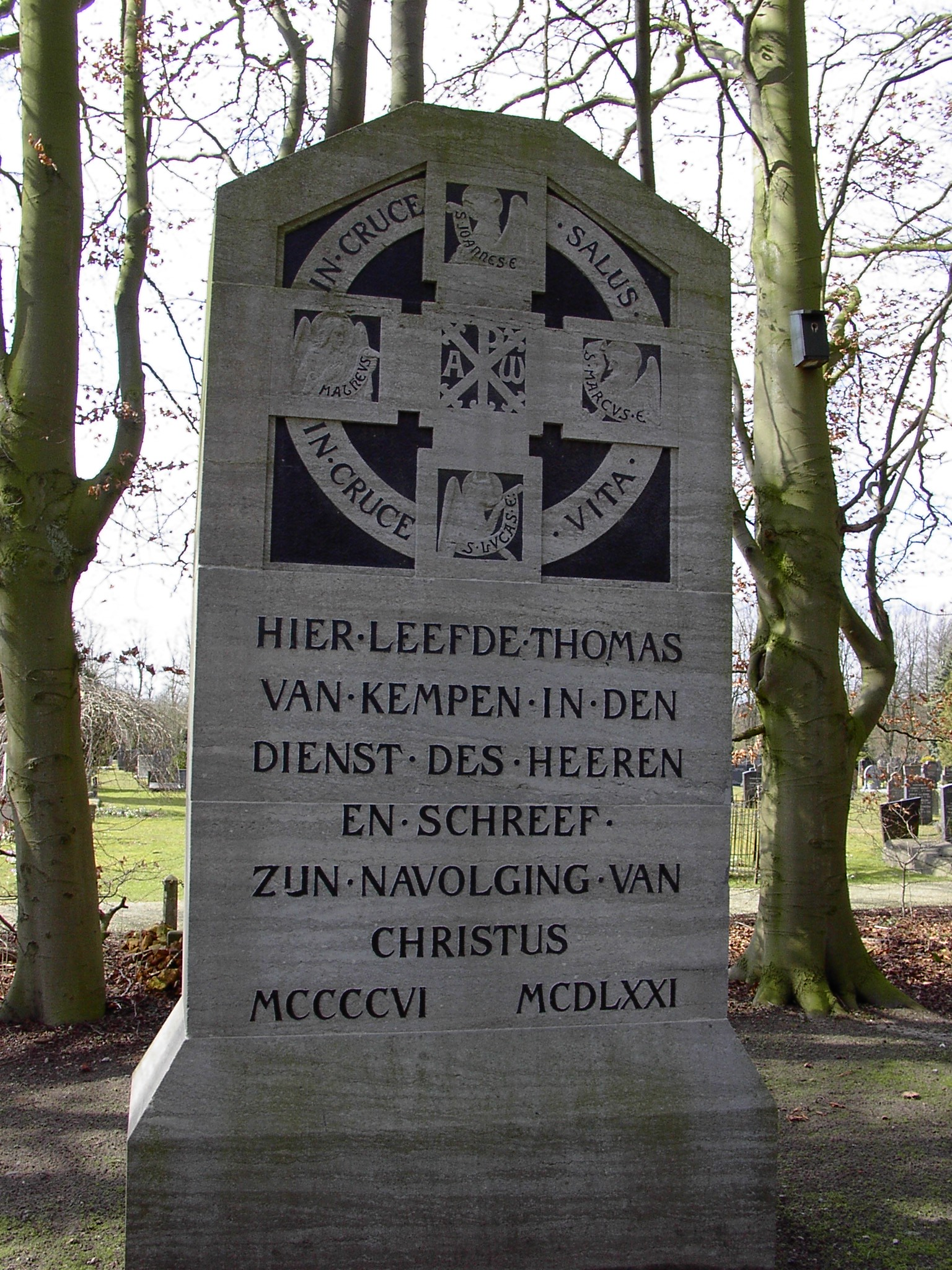
Denkmal auf dem Agnetenberg bei Zwolle
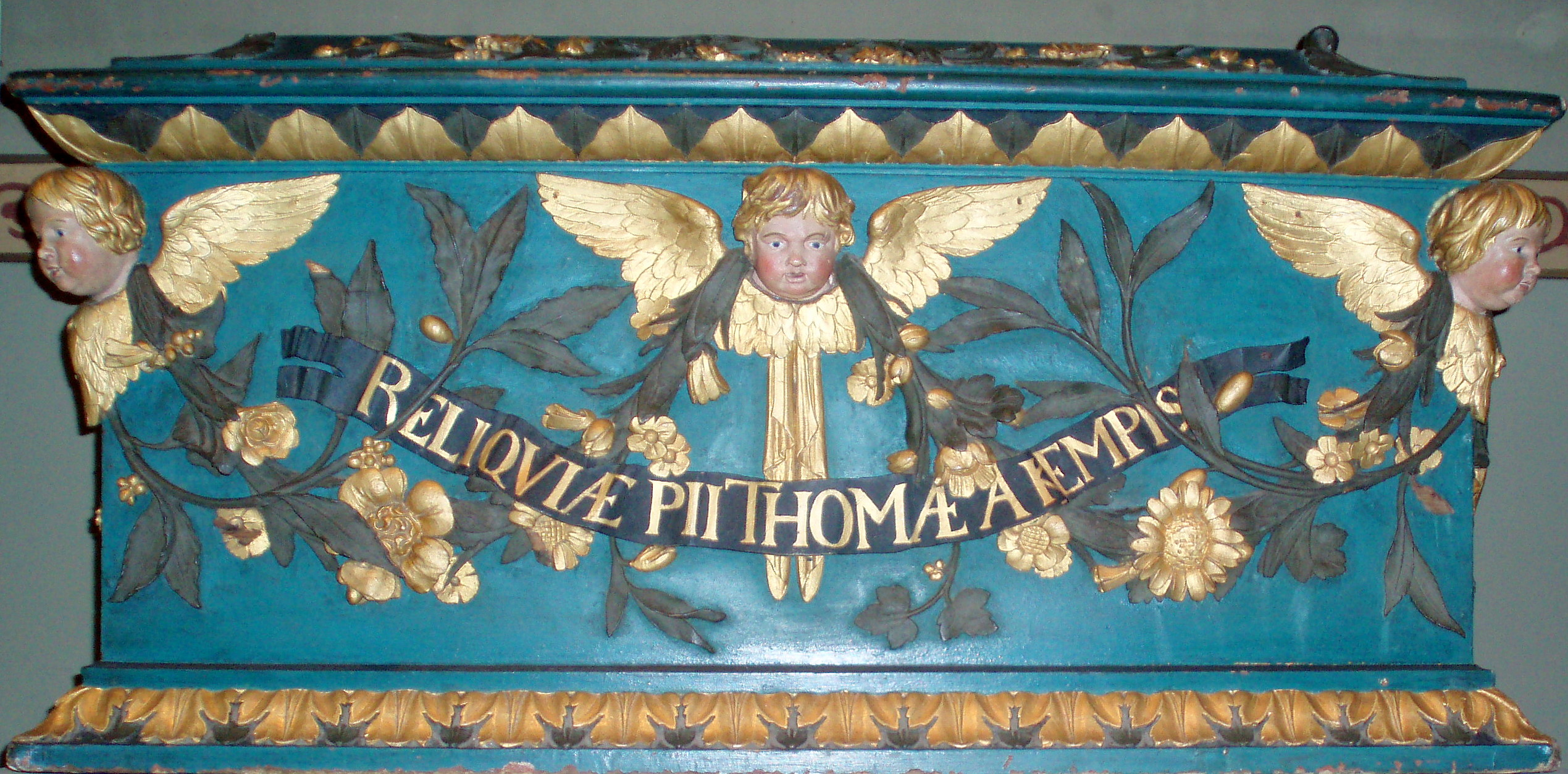
Reliquienschrein mit den Gebeinen von Thomas von Kempen.
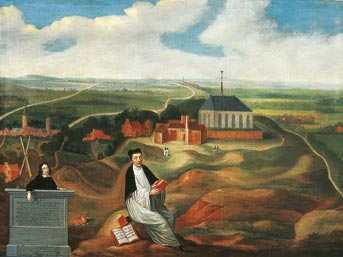
Thomas von Kempen mit dem Kloster Agnetenberg (1569).
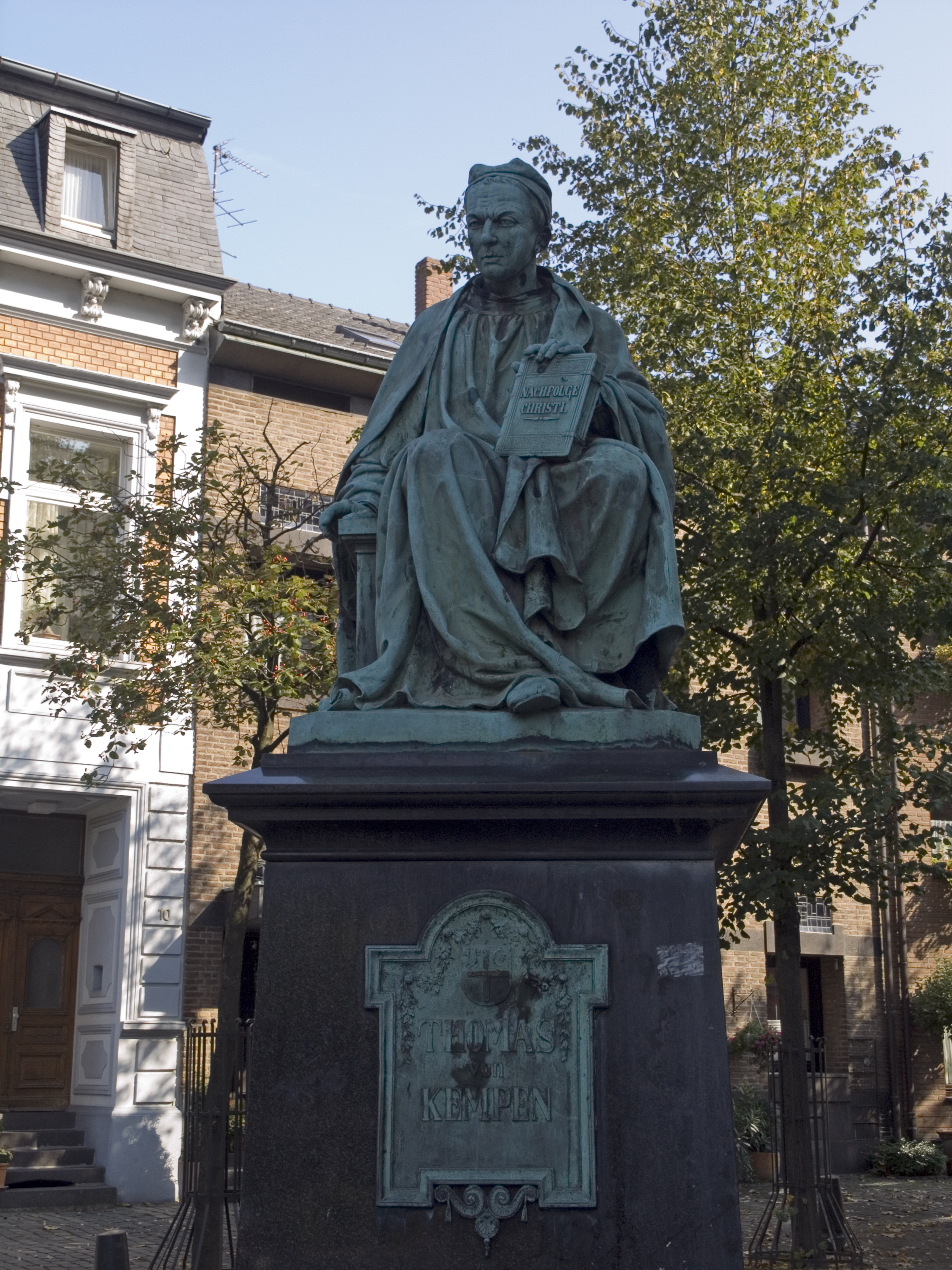
Thomasdenkmal in Kempen, An St. Marien / Kirchplatz, Bildhauer: Lambert Piedboeuf, 1901

## Werke

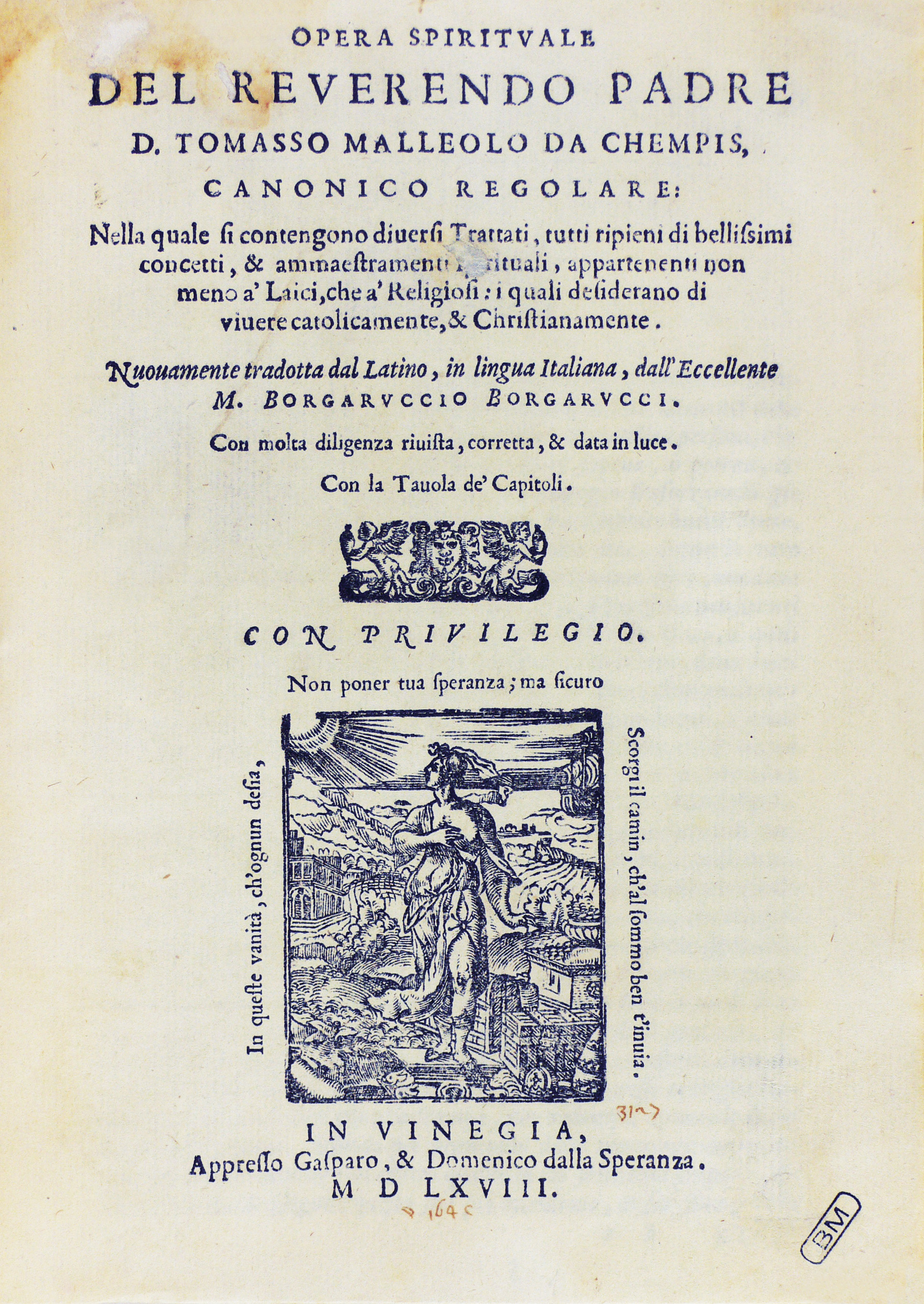
Opera spirituale, Venedig 1568

- Von der Nachfolge Christi. Die Weisheit des mittelalterlichen Klosters. Übersetzt und herausgegeben von Bernhard Lang. Reclam, Ditzingen 2022 (= Reclams Universal-Bibliothek 14239), ISBN 978-3-15-014239-4 (Neuübersetzung mit Kommentar, Glossar, Bibliographie und Angaben zur Rezeptionsgeschichte).
- Nachfolge Christi, übersetzt von J.M.Sailer (in 114 Kap.) bei Projekt Gutenberg und bei Zeno (Zeno.org)
- Thomae a Kempis Bücher von der Nachfolge Christi : auffs neue, nach einer der allerältesten Handschrifften, treulich übersetzet, und an statt des vierten Buchs vermehret mit denen Göttlichen Hertzens-Gesprächen des gottseligen Gerlachs, insgemein genandt der andere Thomas a Kempis, nun erstlich verteutschet ... / Übers.: Gerhard Tersteegen. - Düsseldorf : van der Smissen, 1730. (Digitalisat)
- Geistreiche Schriften: 24 Bücher und die 4 Bücher der Nachfolge, Einleitung und Übersetzung: Gottfried Arnold, 1200+ Seiten, Leipzig 1733 Digitalisat
- Thomae à Kempis Bücher Von der Nachfolge Jesu Christi : Auffs neue, nach einer der allerältesten Handschrifften, treulich übersetzet. Joh. van der Schmissen, Mülheim an der Ruhr 1740 (Digitalisat)
- Die Bücher von der Nachfolge Christi. Troschel, Trier 1832. (Digitalisat)
- Von der Nachfolgung Christi. Dr. u. Verl. d. Rheinischen Schulbuchhandlung, Meurs 1842. (Digitalisat)
- Thomas von Kempis, vier Bücher von der Nachfolge Christi. Kollmann, Augsburg ca. 1850 (Digitalisat)
- Das Lilienthal. - Regensburg : Manz, 1920. (Digitalisat)
- MS-B-174 - Thomas a Kempis. Ephraem Syrus. (Ps.-)Basilius Magnus (Theologische Sammelhandschrift). 's-Hertogenbosch 1467 Digitalisat
- Imitatio Christi, Liber I: Admonitiones ad spiritualem vitam utiles. Peter ter Hoernen, Köln um 1486. (Digitalisat)
- Meditationes de vita Jesu Christi. Johann Amerbach & Johannes Petri, Basel ca. 1489 (Digitalisat)
- Imitatio Christi. [Anton Koberger], [Nürnberg] 1492 (Digitalisat; Daran: Gerson, Johannes: De meditatione cordis)
- Das Leben Meister Gerhards. Kulmbach 2016, ISBN 978-3-943506-35-8.